# Мечеть Ортаджаме
О́ртаджаме, О́рта Джа́ме (груз. ორთა ჯამე) або Бату́мська мече́ть  (груз. ბათუმის მეჩეთი) — мечеть у місті Батумі в регіоні Аджарія (Грузія), ісламський осередок, а також історико-культурна і культова пам'ятка міста і краю, туристичний об'єкт Старого Батумі.

## Опис

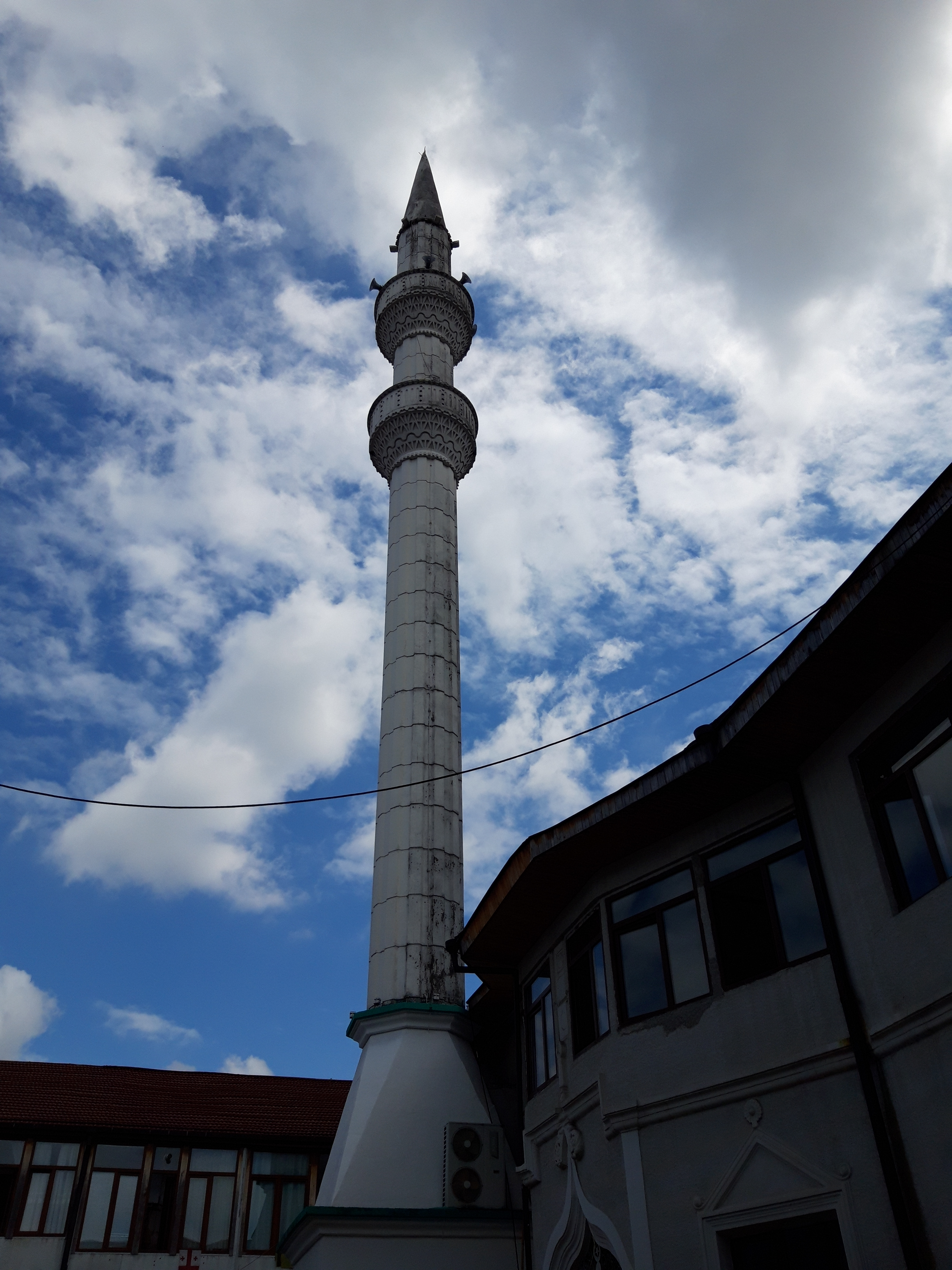
Мінарет Ортаджаме

Мечеть являє собою двоповерхову культову споруду білого кольору, що має один мінарет і позолочений купол. 
Стіни мечеті й внутрішній простір були розписані майстрами-лазами, і ці розписи є дуже оригінальними: східні (ісламські) орнаменти й зображення містять також домусульманські мотиви.

## З історії мечеті
Мечеть у Батумі була зведена в 1886 році на замовлення родини дворянина-мусульманина грузинського походження Ахмеда-Паші Хімшіашвілі, а саме на пожертви його матері. 
Мечеть побудували у турецькому кварталі міста між двома іншими мечетями Азізе Джаме й Ахмед-паша Джаме: звідси походить назва мечеті — Ортаджаме або Орта Джамі, адже в перекладі з турецької «Orta» означає «середній», «той, що знаходиться посередині». 
У період 1935 - 1946 років мечеть була закрита радянською владою, й використовувалась як військовий склад. У 1946 році мечеть почала функціонувати знову.
У 1990-х мечеть повністю відновила культову діяльність, і наразі (кінець 2010-х) лишається єдиною батумською мечеттю.